# Branko Ćopić
Œuvres principales
- Orlovi rano lete (1959)
- Bašta sljezove boje (1969)

Compléments
- Ancien étudiant de la Faculté de philosophie de l'université de Belgrade
- Partisan de Tito
- Décoré de l'Ordre du Drapeau de Yougoslavie, de l'Ordre de la Fraternité et de l'unité, de l'Ordre du Mérite pour le peuple et de la Médaille commémorative des partisans 1941
- Membre de l'Académie serbe des sciences et des arts pendant la Seconde Guerre mondiale (1968)
- Membre de l'Académie des sciences et des arts de Bosnie-Herzégovine

Branko Ćopić (en serbe cyrillique :Бранко Ћопић ; né le 1er janvier 1915 à Hašani et mort le 16 mars 1984 à Belgrade) est un écrivain et un poète serbe de l'ex-Yougoslavie. Il a été membre de l'Académie serbe des sciences et des arts.

## Biographie
Né à Hašani, dans l'actuelle municipalité de Bosanska Krupa (Fédération de Bosnie-et-Herzégovine), Branko Ćopić avait des parents d'origine serbe. Il suivit des études à l'École normale d'instituteur de Banja Luka et des études à la Faculté de philosophie de l'université de Belgrade. Doté d'un grand sens de l'écriture, il se fait remarquer pour ses critiques littéraires et reçoit le prix Milan Rakić.

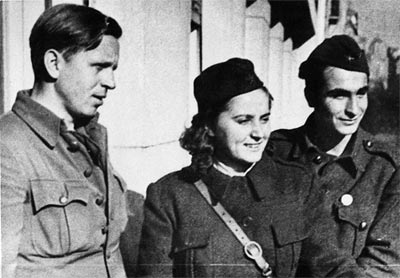
Branko Ćopić (à gauche) avec Mira Alečković et Blaže Koneski, 1944

À l'aube de la Seconde Guerre mondiale, il se trouva dans le bataillon de Maribor (actuellement en Slovénie). Dès le début du conflit, il se joignit à un groupe de résistants dans les environs de Mrkonjić Grad (Bosnie) et, durant toute la durée de la guerre, il fut journaliste de guerre de son ami de toujours Skender Kulenović. Après la guerre, il devint rédacteur en chef d'un magazine pour enfants mais rapidement commença à écrire des livres et ouvrages. Il est considéré comme l'un des plus grands auteurs de contes pour enfants de l'ex-Yougoslavie.
Dans les derniers jours de sa vie, Branko Ćopić fut hospitalisé. Il se suicida en sautant d'un pont à Belgrade. Ce pont est familièrement appelé « Brankov Most », le « pont de Branko ».
Il est enterré dans l'« Allée des citoyens méritants » du Nouveau cimetière de Belgrade.

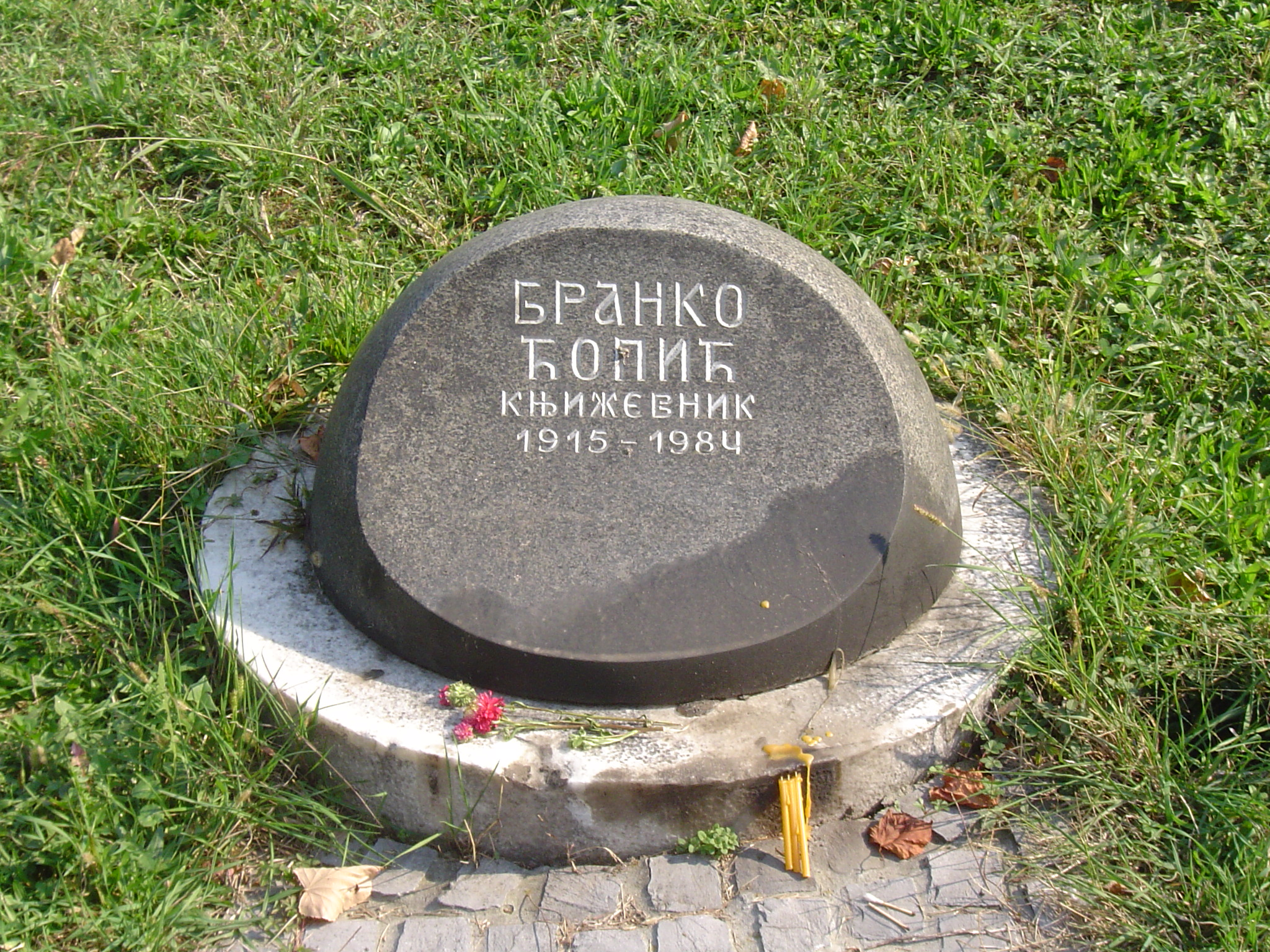
La tombe de Branko Ćopić dans le Nouveau cimetière de Belgrade

## Œuvres
Ćopić commence sa carrière d'écrivain avec des poèmes et des contes, dans lesquels il présente la vie très difficile des agriculteurs bosniaques. Puis, pendant la Seconde Guerre mondiale, il privilégie des sujets sur les Partisans ; il écrit également sur les problèmes de l'après-guerre.
Dans ses romans, il recourt au style de la chronique, notamment dans Gluvi Barut, dans lequel il s'efforce de représenter le plus objectivement possible la lutte entre Partisans communistes et Tchetniks monarchistes. Ses ouvrages sont traduits dans les langues d'Europe de l'Est, en anglais, allemand, français, russe et quelques autres.

### Poèmes
- Pod Grmečom (Sous le Ggmeč), 1938.
- Borci i bjegunci (Les Combattants et les Fuyards), 1939.
- Planinci (Les Montagnards), 1940.
- Rosa na bajonetima, 1947.
- Surova škola, 1948.
- Odabrane ratne pripovetke, 1950.
- Izabrane humorističke priče, 1952.
- Dragi likovi, 1953.
- Dožvljaji Nikoletine Bursaća, 1955.

### Romans et nouvelles
- Prolom, 1952.
- Gluvi barut, 1957.
- Ne tuguj bronzana stražo, 1958.
- Bašta sljezove boje (Un Jardin couleur de mauve), 1969.

### Chansons
- Ognjeno rađanje domovine, 1944.
- Pjesme, 1945.
- Patnikovo proljeće, 1947.

### Œuvres pour enfants
- Priče partizanske, 1944.
- Pjesme pionirke, 1945.
- Vratolomne priče, 1947.
- Sunčana republika, 1948.
- Armija, odbrana tvoja, 1949.
- Ježeva kućica, 1949.
- Priče ispod zmajevih krila, 1950.
- Pijetao i mačka, 1952.
- Orlovi rano lete, 1959. Œuvre dans laquelle il traite du monstre balkanique le drekavac.
- Slavno vojevanje, 1960.
- Bitka u zlatnoj dolini, plus connu sous le nom de Pionirska trilogija.